# 공화국선수권대회
공화국선수권대회(共和國選手權大會)는 조선민주주의인민공화국에서 격년제로 개최되는 전국규모의 체육대회로 종목별 선수권대회이다.
대한민국의 전국체육대회에 해당한다.

## 역사
1972년 10월 '조선민주주의인민공화국 종목별 체육선수권대회’라는 명칭으로 시작되었다
2007년부터는 격년제로 개최되고 있다.